# Maratus splendens
Essa espécie de aranha do gênero Maratus é um parente próximo da Maratus pavonis.                                                                    

## Características.
É bem parecida com a Maratus pavonis, mais com o abdômen aberto tá para se percebe diferenças de cores e um formatos diferente.

## Distribuição.
Essa aranha se encontra em torno de Sydney.

## Veneno.
Essa espécie não possui veneno ou pelo menos pouca quantidade.

## Referencias.
```
Categoria
:
Aranhas
/
Salticidae
```